# Mas Rampinyo
Mas Rampinyo es un barrio de la ciudad española de Moncada y Reixach, en la provincia de Barcelona, comunidad autónoma de Cataluña. En 2023 contaba con una población de 12 146 habitantes.

## Situación
El barrio se encuentra al norte de Moncada y Reixac, separado del pueblo por el río Ripoll.

## Economía
La industria es la base económica del municipio y ha desbancado la economía tradicional de Moncada y Reixach, que se había basado siempre en la agricultura: viña, cereal, patata, fresa y árboles frutales. 

## Historia
La zona donde actualmente hoy encontramos el barrio de Mas Rampinyo fue destinada, ya en épocas medievales, al cultivo del cereal y la viña, siendo paso de mercancías debido al camino romano que la atravesaba.
La historia de este barrio es reciente, en tanto el topónimo se formó en la segunda mitad del siglo XIX. Los últimos estudios realizados apuntan referencias de este topónimo en la década de 1870.
En relación con el origen de ese topónimo, algunos defienden que proviene de un lugar figurado, próximo al actual barrio y asociado a una casa de pagès (casa de campo tradicional catalana), cuyo aislamiento presentaba facilidades para los ladrones y gentes de malas costumbres, amantes de rampinyar (hurtar en catalán). Esta historia no aporta ningún fundamento histórico y todo apunta que el topónimo podría acercarse al verbo catalán rampinar, una de las actividades agrícolas del cereal.

## Patrimonio histórico
| Elemento Patrimonial    | Estilo/ópoca | Ubicación              | Coordenadas                  | Imagen |
| ----------------------- | ------------ | ---------------------- | ---------------------------- | ------ |
| La Unió de Mas Rampinyo | 1921         | Avda. Catalunya, 16-18 | 41°29′37.96″ N 2°10′55.22″ E |        |
| Can Pomada              | Siglo XVIII  | N/D                    | 41°30′6.33″ N 2°10′26.8″ E   |        |
| Can Rocamora            | siglo XIX/XX | N/D                    | 41°30′14.66″ N 2°10′45.7″ E  |        |

## Personajes célebres
- Miguel Poblet, exciclista profesional.

## Entidades
- La Unió de Mas Rampinyo.